# Zhang Bowen
Zhang Bowen (en chino: 张博文; Binzhou, 28 de abril de 1996) es un deportista chino que compite en tiro, en la modalidad de pistola.
Ganó cinco medallas en el Campeonato Mundial de Tiro, en los años 2022 y 2023. Participó en los Juegos Olímpicos de Tokio 2020, ocupando el sexto lugar en la prueba de pistola 10 m.

## Palmarés internacional
| Campeonato Mundial | Campeonato Mundial | Campeonato Mundial | Campeonato Mundial |
| Año                | Lugar              | Medalla            | Prueba             |
| ------------------ | ------------------ | ------------------ | ------------------ |
| 2022               | El Cairo (Egipto)  | Medalla de oro     | Pistola 50 m mixto |
| 2022               | El Cairo (Egipto)  | Medalla de plata   | Pistola 50 m       |
| 2022               | El Cairo (Egipto)  | Medalla de bronce  | Pistola 10 m mixto |
| 2023               | Bakú (Azerbaiyán)  | Medalla de oro     | Pistola 10 m       |
| 2023               | Bakú (Azerbaiyán)  | Medalla de bronce  | Pistola 10 m mixto |